# Rudolf Allers
Rudolf Allers (13 de janeiro de 1883, Viena, Áustria – 14 de dezembro de 1963, Hyattsville, Maryland, EUA) foi um psiquiatra austríaco que fez parte do primeiro grupo do fundador da psicanálise, Sigmund Freud.

## Vida e carreira
Rudolf Allers nasceu do médico Mark Abeles (1837–1894, originalmente de descendência judaica) e Auguste Grailich (1858–1916, filha de Wilhelm Josef Grailich e Carolina Augusta von Ettingshausen). Em 1908 ele se casou com Carola Meitner, irmã da física Lise Meitner e colaboradora do Prêmio Nobel Otto Hahn. Como seu pai, Allers se tornou um médico, recebendo seu M.D. da Universidade de Viena em 1906 e ensinando psiquiatria na Universidade de Munique. Ele foi um cirurgião militar do Exército austríaco durante a Primeira Guerra Mundial.
Allers foi o único católico a ingressar no primeiro grupo do fundador da psicanálise Sigmund Freud. Junto com Alfred Adler, ele mais tarde se distanciou da psicanálise como entendida por Freud e seus seguidores. Mais tarde, ele foi separado do grupo de Adler junto com Oswald Schwarz. Ele lecionou na Universidade de Viena (1919).
Ele foi mestre de Viktor Frankl, mentor de Hans Urs von Balthasar e amigo de Santa Edith Stein. Tanto von Balthasar quanto Stein viveram vários meses na casa de Allers em Viena.
Estudou o método preventivo de São João Bosco e suas aplicações pedagógicas e, a convite do Padre Agostino Gemelli, esteve na Itália para estudar a filosofia de São Tomás de Aquino na Universidade Católica de Milão e se formou em Filosofia em 1934.
Com a anexação da Áustria ao Terceiro Reich, Allers emigrou para os Estados Unidos, onde lecionou na Universidade Católica da América em Washington DC (1938–1948), depois como professor de filosofia na Universidade de Georgetown de 1948 até sua morte em 1963. Allers está enterrado no cemitério de St. Mary em Washington D.C..
Ele foi bolsista do Guggenheim em 1958.

## Livros
- Work and Play. Collected Papers on the Philosophy of Psychology (1938–1963). Edited by Alexander Batthyány, Jorge Olaechea Catter, Andrew Tallon. Marquette University Press, 2009.

- Self Improvement. Benziger Brothers, Inc., 1939. Republished by Kessinger Publishing, New York, 2010.

- The Improvement of the Self. Cluny Media LLC, 2019. Republication of Self Improvement published by Benziger Brothers in 1939.

- What's Wrong With Freud? A Critical Study of Freudian Psychoanalysis. Roman Catholic Books, US., 1941

- The Successful Error: A Critique of Freudian Psychoanalysis. Sheed & Ward Inc, 1940. Republished by Cluny Media LLC, 2019

- Forming Character in Adolescents. 1940, Reprinted by Roman Catholic Books in 2006.

- Sex Psychology. Publicado pela Roman Catholic Books.

- Über Schadelschusse: Probleme Der Klinik und Der Fursorge

- Detalhes da biografia em: Notes on Rudolf Allers and His Thought by Alexander Batthyány em: Allers Rudolf:  Work and Play. Collected Papers on the Philosophy of Psychology (1938–1963). Marquette University Press, 2009.

- Em Louis Jugnet: Un psychiatre-philosophe, Rudolf Allers ou l'Anti-Freud, Paris, Cèdre, 1950. Rudolf Allers o el Anti-Freud, Madrid: Speiro, 1974. Puis éd. ESR, 2002, puis éd. de Chiré, 2021.